# Pingvin (televíziós sorozat)
A Pingvin (eredeti cím: The Penguin) 2024-es amerikai bűnügyi drámasorozat, amelyet Lauren LeFranc alkotott, A 2022-es Batman világában játszódik. A főbb szerepekben Colin Farrell, Cristin Milioti, Rhenzy Feliz, Deirdre O’Connell és Clancy Brown látható.
Amerikában 2024. szeptember 19-én az HBO, Magyarországon 2024. szeptember 20-án a HBO Max mutatta be.

## Cselekmény
A 2022-es Batman eseményei után egy héttel játszódó történet Oswald Cobblepot / Pingvin hatalomra jutását mutatja be Gotham City bűnözői alvilágában.

## Szereplők

### Főszereplők
| Szereplő                  | Színész                                                 | Magyar hang                  | Leírás |
| ------------------------- | ------------------------------------------------------- | ---------------------------- | --- |
| Oswald "Oz" Cobb/ Pingvin | Colin Farrell (felnőtt) Ryder Allen (gyerek)            | Czvetkó Sándor (felnőtt)     | A néhai maffiafőnök, Carmine Falcone jobb keze.                                                                                               |
| Sofia Falcone-Gigante     | Cristin Milioti (felnőtt) Ana Madelyn Trapasso (gyerek) | Bogdányi Titanilla (felnőtt) | Carmine lánya, akit sorozatgyilkosság miatt zártak be ártatlanul Arkhamba. Miután kiengedték, Ozzal harcol a város alvilágának irányításáért. |
| Victor Aguilar            | Rhenzy Feliz                                            | Penke Bence                  | Tinédzser fiú, aki összebarátkozik Ozzal, és a sofőrje lesz.                                                                                  |
| Francis Cobb              | Deirdre O’Connell (idős) Emily Meade (fiatal)           | Vándor Éva (idős)            | Oz mentálisan zavart anyja. |
| Salvatore Maroni          | Clancy Brown                                            | Barbinek Péter               | Maffiafőnök és gengszter. Pályája egy rendőrségi drogügylettel ért véget, ahol Carmine volt az informátor.                                    |
| Eve Karlo                 | Carmen Ejogo                                            | Pálmai Anna                  | Szexmunkás és Oz szeretője. |
| Johnny Viti               | Michael Kelly                                           | Kerekes József               | A Falcone család nagyfőnök helyettese. |

### Mellékszereplők
| Szereplő                    | Színész                                      | Magyar hang      | Leírás |
| --------------------------- | -------------------------------------------- | ---------------- | --- |
| Alberto Falcone             | Michael Zegen (felnőtt) Matthew Eby (gyerek) |                  | Carmine fia és Sofia testvére. |
| Milos Grapa                 | James Madio                                  |                  | A Falcone család consigliere-je és Carmine egykori testőre.                                                                             |
| Bella Reál                  | Jayme Lawson                                 | Sallai Nóra      | Gotham megválasztott polgármestere. |
| Carmine Falcone             | Mark Strong                                  | Epres Attila     | Gotham City maffiavezére. |
| Nadia Maroni                | Sohre Ágdáslu                                |                  | Salvatore Maroni felesége. |
| Luca Falcone                | Scott Cohen                                  |                  | Carmine Falcone testvére és volt tanácsadója, aki a Falcone bűnözői család főnökeként váltja őt.                                        |
| Dr. Julian Rush             | Theo Rossi                                   | Papp Dániel      | Az Arkham egykori pszichiátere és Sofia terapeutája.                                                                                    |
| Mickey Stone                | Joshua Bitton                                | Seszták Szabolcs | Egy börtönőr a Blackgate-ben, aki titokban Oznak dolgozik.                                                                              |
| Dr. Desoto                  | Eric Berryman                                | Varga Rókus      | Vegyész, aki korábban a Falcone családnak, később Oznak dolgozott.                                                                      |
| Hírbemondó                  | Roma Torre                                   | Csere Ágnes      | |
| Carla Viti                  | Aleksa Palladino                             | Csuha Bori       | Sofia unokatestvére és Johnny lánya. |
| Marcus Wise                 | Craig Walker                                 | Zöld Csaba       | Egy korrupt volt zsaru, aki Sofiának dolgozik kábítószerért cserébe.                                                                    |
| Link Tsai                   | Robert Lee Leng                              | Gacsal Ádám      | A Gotham-i Triádok egyik alvezére. |
| Summer Gleeson              | Nadine Malouf                                |                  | Egy újságíró, aki az Akasztó egyik áldozatává válik.                                                                                    |
| Sofia Falcone ügyvéde       | Katie Kreisler                               | Bertalan Ágnes   | |
| Dr. Ventris                 | T. Ryder Smith                               | Hirtling István  | Vezető orvos az Arkham Elmegyógyintézetben.                                                                                             |
| Nick Fuchs                  | David H. Holmes                              |                  | Korábban a Falcone család végrehajtója, később Oz hűséges embere.                                                                       |
| Bruno Tess                  | Daniel J. Watts                              |                  | Korábban a Falcone család, később pedig Oz embere.                                                                                      |
| Gia Viti                    | Kenzie Grey                                  |                  | Carla Viti lánya. |
| Dom                         | Myles Humphus                                |                  | A Falcone család egykori tagja volt. Később a Gigante családhoz csatlakozott.                                                           |
| Taj Maroni                  | Aria Shahghasemi                             |                  | Salvatore és Nadia Maroni fia. |
| Squid                       | Jared Abrahamson                             |                  | Drops-díler Crown Pointban. |
| Feng Zhao                   | Francois Chau                                | Bezerédi Zoltán  | A Gotham-i Triádok nagyfőnöke és Carmine Falcone régi riválisa.                                                                         |
| Leo                         | Hunter Emery                                 |                  | A Falcone család egykori tagja volt. Később a Gigante családhoz csatlakozott.                                                           |
| Zeke                        | Ade Otukoya                                  |                  | Villanyszerelő, Oz egyik embere. |
| Roxy                        | Jessie Pinnick                               | Pekár Adrienn    | Szexmunkás és Eve Karlo barátja. |
| Tina Falcone                | Tess Soltau                                  |                  | Luca Falcone harmadik felesége és Johnny Vitti szeretője.                                                                               |
| Ray                         | Alex Anagnostidis                            |                  | Sofőr, aki a Falcone családnak dolgozott.                                                                                               |
| Jack Cobb                   | Owen Asztalos                                |                  | Francis Cobb legidősebb fia, Benny Cobb és Oz Cobb bátyja.                                                                              |
| Benny Cobb                  | Nico Tirozzi                                 |                  | Francis Cobb legfiatalabb fia, Jack Cobb és Oz Cobb öccse.                                                                              |
| Margaret Pye / Szarka       | Marié Botha                                  |                  | Rab az Arkham Elmegyógyintézetben. |
| Able Crown                  | Leon Addison Brown                           | Kajtár Róbert    | A Burnley Town Massive vezetője. |
| Rex Calabrese               | Louis Cancelmi                               |                  | Egy gengszterfőnök, aki Gotham Cityben tevékenykedett. Oswald Cobb-ot arra inspirálta, hogy elkezdje saját maffiózó karrierjét.         |
| Sebastian Hady              | Rhys Coiro                                   | Tokaji Csaba     | Korrupt városi tanácsos és szerencsejáték-függő.                                                                                        |
| Castillo                    | Berto Colón                                  |                  | Sofia Falcone személyes testőre. Oz Cobb úgy állította be mintha ő lett volna a tégla, végül Luca Falcone, a család új főnöke ölte meg. |
| Calvin                      | Ben Cook                                     |                  | Fiatal bűnöző és Victor Aguilar barátja, akit Sofia Falcone ölt meg Oz kihallgatása közben.                                             |
| Richie                      | Mister Fitzgerald                            |                  | Oz egyik embere. |
| Fedor Laskin                | David Grabowski-Clark                        |                  | Az Odessa Mob tagja. |
| Cinnamon                    | Ava Grey                                     |                  | Szexmunkás és Eve Karlo barátja. |
| Isabelle Falcone-Gigante    | Jenny Heaton                                 |                  | Carmine Falcone felesége, Sofia és Alberto Falcone édesanyja.                                                                           |
| Donald Sullivan / Donny Boy | Johnny Hopkins                               |                  | A Sullivan család nagyfőnöke. |
| George McHugh               | Ty Hubbard                                   |                  | A Sullivan család tagja. |
| Billie Peña                 | Adrienne Acevedo Lovette                     |                  | A LoBoys vezetője. |
| Enzo                        | Kresh Novakovic                              |                  | Korábban a Falcone család, később a Gigante család tagja.                                                                               |
| Mackenzie Bock              | Con O’Neill                                  | Kőszegi Ákos     | Rendőrfőnök. |
| Charles Crown               | Micah Peoples                                |                  | A Burnley Town Massive tagja. |
| Alice                       | Rocky Perez                                  |                  | Szexmunkás és Eve Karlo barátja. |
| Abby                        | Syd Skidmore                                 |                  | Rab az Arkham Elmegyógyintézetben. |
| Naomi Seiler                | Ruth Solorzano                               |                  | A LoBoys tagja. |
| Farhad                      | Mershad Torabi                               |                  | A Maroni család egyik embere. |
| Vasily Kosov                | David Vadim                                  |                  | Az Odessa Mob vezetője. |

### Magyar változat
- Bemondó: Welker Gábor
- Magyar szöveg: Imri László
- Hangmérnök: Salgai Róbert
- Vágó: Bogdán Gergő
- Gyártásvezető: Kablay Luca
- Szinkronrendező: Molnár Ilona
- Produkciós vezető: Németh Napsugár

A szinkront az Iyuno Hungary készítette.

## Epizódok
| Sor. | Év. | Cím                                           | Rendező            | Író                              | Premier                                   |
| --- | --- | --------------------------------------------- | ------------------ | -------------------------------- | ----------------------------------------- |
| 1. | 1.  | Bevezető rész (After Hours)                   | Craig Zobel        | Lauren LeFranc                   | 2024. szeptember 19. 2024. szeptember 20. |
| 2022. novemberében, egy héttel a Batman történései után járunk. Oswald elmegy Alberto Falcone-hoz, aki Carmine fia és örököse. Alberto elmondja Oznak hogy újítaná meg a drogbizniszt a városban. Oz is elmondja hogy erős maffiózó akar lenni de Alberto kineveti ezért Oz megöli a fiút. A testtől meg akar szabadulni így a kocsija csomagtarójába rejtené de épp pár fiatal el akarja lopni az autójáról a felniket. Egyiküket sikerül elkapnia és kényszeríti hogy segítsen neki. A fiút ezután meg akarja ölni de Victor kap egy esélyt a férfitól így megkíméli az életét. Oz megtudja, hogy a Falcone család terve az hogy a városban lévő droglabort és a terjesztést átviszik egy másik helyre a jelenlegi káosz miatt. Emiatt Oz terve az hogy kijátszva őket, ő veszi át az irányítást a város és a drogpiac felett. Ebben anyja is támogatja. A volt családfő lánya, Sofia, aki eddig az Arkham Elmegyógyintézetbe volt bezárva gyanakszik Ozra hogy köze van Alberto eltűnéséhez. Oz első lépése hogy meglátogatja a család riválisát, a Blackgate börtönben raboskodó Salvatore Maronit és felajánlja, hogy visszaadja a Maroni családnak kábítószer feletti irányítást. A férfi vonakodik, de miután Oz visszaadja azt a gyűrűt, amit Carmine anno elvett Maronitól belemegy a tervbe. A gyűrűt apja halála után Alberto viselte de megölése után Oz elvette tőle. Sofia később elfogja és megkínozza Ozt hogy megtudja hol van a testvére. Eközben Alberto megkerülː Egy autó csomagtartójában levágott kisujjal. Ezt Vic rendezte meg Oz terve alapján és így Maroniékra terelve a gyanút. |     |                                               |                    |                                  |                                           |
| 2. | 2.  | Beépített ember (Inside Man)                  | Craig Zobel        | Erika L. Johnson                 | 2024. szeptember 29. 2024. szeptember 30. |
| Sal megegyezik Ozzal hogy magukra vállalják Alberto megölését de a Falcone család drogszállítmányát át kell játszania nekik. A konvojt meg is támadják, kisebb lövöldözés kerekedik és Falcone emberei elmenekülnek. Közben a család vezetését Carmine bátyja, veszi át. Sofiát rémálmok gyötrik Alberto halála miatt. Megveszteget egy, az anno apjának dolgozó nyomozót, hogy kutakodjon kicsit mert biztos abban hogy az emberei között tégla van. A rendőr meg is találja Ervadot, Maroniék egyik emberét aki megsérült a lövöldözésben de még életben van. Elkábítva el is viszi Sofiáékhoz de éppen Alberto temetése zajlik így leviszik a pincébe. Eközben Sal felesége, Nadia megbízza Ozt, hogy hozza vissza az emberüket mielőtt szóra bírnák. Oz Vic-et bízza meg azzal hogy Alberto meggyilkolását terelje az alfőnökre, Johnny Vitire. Az a feladat hogy az Alberto lakásából elhozott ékszereket Viti autójába kell rejteni. Oz megtalálja Ervardot majd rábeszéli hogy mondja azt hogy Viti a spicli és ő ölte meg Sofia bátyját. Vicet azonban rajtakapják így el kellett menekülnie. Értesíti Ozt aki változtat a terven és megöli Ervadot. Viti és a család tanácsadója, Milos kérdőre vonják Sofiát a magánakciójáról. Miután észreveszik hogy Ervardot megölték mindenkit átvizsgálnak az embereik közül. Oznak sikerül a kést átcsempészni Sofia egyik emberének, Castillonak a zsebébe. Luca lelövi a férfit. Luca ezután kiteszi őt a családi vállalkozásból és elküldi Olaszországba. Oz és Vic a gyémántokat végül Castillo lakására vitték. Miután elásták a két hullát Oz megfenyegeti a fiút hogy ha ismét kudarcot vall akkor neki vége. Ezután találkozik Sofiával, aki szövetséget ajánl fel hogy családját félreállítva ő vehesse át az uralmat és az irányítást egy új féle drog felett. |     |                                               |                    |                                  |                                           |
| 3. | 3.  | Gyönyör (Bliss)                               | Craig Zobel        | Noelle Valdivia                  | 2024. október 6. 2024. október 7.         |
| A epizód elején bemutatják hogyan öntötte el a víz és veszett oda Vic családja amikor Rébusz felrobbantotta a gátat. A jelenben Sofia megmutatja Oznak azt a gyógyszert, amit rajta és a többi Arkhamban lévő betegnek adtak. Egy különleges gomba nedvéből kinyert vegyület ami jobban stimulálja az agyat mint a többi drog. A szer a Gyönyör nevet kapja. Elmennek a Triádokhoz hogy társuljanak de ől csak akkor mennek bele ha Viti is támogatja az ügyet. Eközben Vic barátnője bejelenti hogy elhagyja a várost és felajánlja a fiúnak hogy menjen vele. Vic nem tud dönteni a jobb élet egy másik városban reménye és az Oz melletti hatalom és pénz között, de attól is fél hogy Oz megöli. Oz és Sofia leleplezik Vitit és Luca feleségét hogy titokban viszonyuk van. Megzsarolva a férfit ráveszik hogy adja áldását a drogra a Triádok előtt. Az üzlet végül sikeres lesz és Feng Zhao, a Triádok vezetője is jelen van hogy felügyelje a folyamatokat. Zhao klubjában elindul a terjesztés és elég rendesen fogy az új szer. Közben Vic barátnője folyamatosan érdeklődik hogyan döntött a fiú. Oz erre rájön és elzavarja Victort. El is indul a a lány után de az utolsó pillanatban meggondolja magát így a lány egyedül száll fel a várost elhagyó buszra. Nadia és az emberei elkapják Ozt és Sofiát. Amikor Vic visszatér a klubhoz ezt látva elüti az egyik emberüket és Sofiát hátrahagyva Ozzal elmenekülnek. |     |                                               |                    |                                  |                                           |
| 4. | 4.  | Cent'Anni (Cent'Anni)                         | Helen Shaver       | John McCutcheon                  | 2024. október 13. 2024. október 14.       |
| A bevezetőben az előző rész végét mutatják de Oz szemszögéből. Nadia elmondja mit ajánlott fel nekik Oz és hogy valójában ő ölte meg a testvérét. Az új droglabort és a gombákat is elvették tőlük. Vic elüti az egyik bérgyilkost, és Sofia is megsérül. Visszaemlékezések során bemutatásra kerül Sofia hogyan került az Arkhambeː Sofia anyja depresszióban szenvedett majd emiatt felakasztotta magát. Ő és az apja emiatt létrehoztak egy alapítványt amin keresztül támogatják a depresszióban szenvedő nőket. Egy riporternő felkeresi egy bizonyos akasztásos halállal végződő esetekkel, pont úgy ahogy az anyja is. Az érintett lányok mind az apja klubjában dolgoztak. Sofia visszautasítja a nőt. Apja elmondja lányának hogy a család vezetését neki szeretné átadni. Sofia végül találkozik a riporternővel aki megmutatja a halott nők képeit és elmondja neki hogy a rendőrség öngyilkosságnak állítja be de a testeken inkább kézi fojtogatás látszik valamint köröm sérülések mivel védekezni próbáltak. Ekkor Sofiának bevillan hogy az anyja körmein is ilyen sérülések voltak valamint apja össze volt karmolva. Oz ezt elmondja Carmine-nak aki kérdőre vonja lányát valamint elmondja hogy a riporternő összedolgozik a rendőrséggel. Sofia elmondja apjának amire visszaemlékezett anyjával kapcsolatban. Ezután hazaküldi lányát. Ozt és a lányt a hazavezető úton megállítják a rendőrök és Sofiát elviszik a riporternő megölésének vádjával valamint a többi lány megölésével is. Sofiát megbélyegzik Az akasztó névvel. Az ítélet szerint hat hónapra kell bent maradnia utána következik a tárgyalás. Bevonulása után máris megveri az egyik rabtársa aki furcsa mód nincsenek láncok mint a többieken. Az ápolók szembeállítják a támadóval majd azt várják tőle hogy ölje meg. Végül a támadója végez saját magával. Sofiát elviszik és elektrosokk-terápiát hajtanak végre rajta. A kijelölt orvosa bizonytalan a lány bűnösségében. A hat hónap letelte után Carmine úgy intézi hogy tárgyalás nélkül több mint egy évtizedre zárják be a lányát. A fogvatartottak ez idő alatt folyamatosan vegzálják. Kijelölt orvosa, Dr. Julian Rush végül rájön, hogy Sofia ártatlan, és felmond. Sofia összeomlik és megöli az egyik rabot. A jelenben Sofiát, Rush doki menekítette ki miután Ozék elmenekültek a rajtaütés elől. Sofia úgy dönt, hogy nem bízhat senkiben és még aznap este szén-monoxiddal árasztja el a házat így megölve mindenkit, kivéve unokatestvére kislányát, Giát, és Vitit, akit a pincében tart fogva. |     |                                               |                    |                                  |                                           |
| 5. | 5.  | Hazatérés (Homecoming)                        | Helen Shaver       | Breannah Gibson és Shaye Ogbonna | 2024. október 20. 2024. október 21.       |
| A harmadik rész végén, a menekülés után Oz összehívja az embereit hogy visszaszerezzék a droghoz szükséges gombákat. Ehhez elrabolják Sal fiát, Taj Maronit. A gombákért cserébe elengedi a férfit. Oz megvesztegetet egy őrt hogy végezzen az öreg Maronival. Közben a Falcone ház hullái miatt kivonul a rendőrség és mivel John Viti nincs a halottak között őt gyanúsítják. A pincében fogvatartott férfitől Sofia az apja által a házban eldugott pénzt kéri, cserébe megkíméli az életet. Oz ideiglenesen Sal fiát a prostituált barátnőjéhez viszi, Vicet viszont arra kéri vigyázzon az anyjára mert Sofia mindenképp keresni fogja őket. A találkozón csapdát állítanak Oznak de megölik Nadia testőreit majd felgyújtja őt és a fiát. Az érzékeny gombák viszont pár db kivételével elpusztulnak. Sal megússza a merényletet és megszökik, ezután megfenyegeti Ozt hogy elkapja. Oz utána megkéri Vicet hogy vigye el z anyját a lakásából. Sofiát felkeresi a régi terapeutája és felkínálja szolgálatait és beáll a családba. A nő ezután összehívja a család megmaradt embereit és felvázolja a terveit, miszerint véget vetne a háborúnak Maroniékkal, a család neve a jövőben, anyja után, Gigante lesz. Ez Vitinek nem igazán tetszik ezért Sofia megöli őt majd a megszerzett dugipénzt szétossza az emberei között. Vic a régi otthonukhoz, Crown Pointba viszi Francis-t, mert itt senki nem keresné őket. Oz a történtek után úgy dönt ő is csatlakozik Vichez és barátnőjét is vinné de ő visszautasítja. Sofia megtalálja a bujdokló Salt és szövetséget ajánl neki Oz ellen. Oz az új labort a város elhagyott földalatti vasútjánál tervezi felépíteni a drog újratermesztése érdekében. |     |                                               |                    |                                  |                                           |
| 6. | 6.  | Csúcstalálkozó (Gold Summit)                  | Kevin Bray         | Nick Towne                       | 2024. október 27. 2024. november 28.      |
| Oznak sikeresen felépíti a bázis és jelentősen bővíti birodalmát. birodalmát. Sofia és Sal figyelmeztetésképpen megölnek pár Gyönyör terjesztőt ezzel is jelezve hogy aki Ozzal üzletel az az ellenségük. Oz emiatt úgy dönt, hogy ingyen osztogatja a drogot így növelve a keresletet az többi banda területén. Vic egy régi ismerőse Squid, a környékbeli terjesztő is be akar szállni az üzletbe. A fiú megpróbálja lefizetni, de Squid azzal fenyegetőzik, hogy elárulja hollétüket Sofiának. Vic agyonlövi a férfit és elmenekül. Francis állapota tovább romlik, ezért megkéri fiát, hogy ölje meg ha már nagyon súlyos lesz az állapota mert nem akar vegetálva élni. Oz nyomást gyakorol egy korrupt tanácsosra, hogy állítsa vissza az áramot Crown Pointban. Ezután összehívja a bandák vezetőit és meggyőzi őket hogy fogjanak össze Sofia és Maroniék ellen. A nő és Sal betörnek Oz lakásába, hogy valami gyengepontot keressenek rajta. Sofia tudomása szerint nincs senkije, minden családtagja meghalt. Végül talál egy képet a prosti barátnőjéről Eve-ről. A többi prostituált között keresgél de senki nem árulja el merre lehet Eve. Végül ő maga kéri meg egyik barátnőjét hogy vezesse el Sofiát hozzá. Sofia elmondja hogy anno Oz segített apjának eltussolni amikor megölték a prostituált lányokat, akik Eve barátai is voltak. Sofia eredetileg meg akarja ölni mivel, bár tudtán kívül, anno a nő nyújtott alibit, amikor Oz megölte a testvérét és a továbbiakban is segítette őt. Eve csak arra kéri miután végzett a lányokat ne bántsa akik nem árulták el a nő hollétét. Sofia végül megkíméli az életét cserébe Eve elárulja Oz tartózkodási helyét. Sofia fel is keresi a helyet és meglepődve látja hogy Oz anyja valójában életben van... |     |                                               |                    |                                  |                                           |
| 7. | 7.  | Frakkban és klakkban (Top Hat)                | Kevin Bray         | Vladimir Cvetko                  | 2024. november 3. 2024. november 4.       |
| Az epizód eleje Oz gyerekkorát mutatja be. Féltékeny fivéreire, Jackre és Benny-re mivel úgy érzi anyjuk több figyelmet fordított rájuk. Egyszer amikor bújócskát játszanak, testvérei egy csatornában bújnak el ahová Oz nem tud lemenni. Oz bezárja őket ahol megfulladnak a felgyülemlett esővíz miatt, majd hazamegy. A jelenben Oz visszatér a lakásába és eszméletlenül találja Vicet, aki elárulja, hogy Sofia elrabolta az anyját. Maroni is érkezik az embereivel ezért Vicet elküldi hogy gyűjtse össze az újdonsült szövetségeseit. Sal elkapja a férfit és együtt elmennek a laborhoz. Oz emberei visszaverik a támadást és Sal az Oz elleni verekedés közben szívrohamban meghal. Eközben Sofia meglátogatja Giát, miután megtudja, hogy beszélni akar a rendőrséggel mert látott egy gázmaszkot Sofiánál azon az estén amikor megölte a ház lakóit. Felkeresi a kislányt akinek elmondja hogy a szülei megérdemelték amit kaptak és hogy miután kiengedik keres neki egy rendes családot. Oz felhívja Sofiát és cserét ajánl felː az anyját a drogért. A nő bele is megy az alkuba de Rush doktor figyelmeztetésére, miszerint ez csapda úgy végül másképp dönt. Saját maga és Oz anyja helyett egy bombát küld a cserére amit felrobbant. Oz kimenekül de az egész labor megsemmisül. Vic és a bandák kisfőnökei későn éreznek és miután látják a pusztítást hátat fordítanak a fiúnak. Oz kijut a felszínre ahol a korrupt nyomozó, Marcus Wise leüti és elviszi Sofiához. |     |                                               |                    |                                  |                                           |
| 8. | 8.  | Nagy vagy apró dolgok (Great or Little Thing) | Jennifer Getzinger | Lauren LeFranc                   | 2024. november 10. 2024. november 11.     |
| Mivel Francis zavartan viselkedik Sofia Rush segítségét kéri derítse ki mi van vele.EMDR terápia segítségével megtudják, hogy Francis tudott arról, hogy fia vízbe fojtotta testvéreit. Ezután felbérelt valakit hogy ölje meg Ozt de végül nem volt képest ezt engedni. Ozt elviszik Sofia elé és szembesítik azzal hogy tudják mit tett a testvéreivel de még akkor sem hajlandó elismerni tetteit. Leleplezik az anyját is hogy meg akarta öletni a fiát, de egyikük se akarja kimondani az igazságot még akkor sem amikor Rush megkínozza Francist. Végig az anyja bevall mindent és Oz fejéhez vágja a tetteit, ezután Francis stroke-ot kap. Oz ennek hatására kiszabadul, megöli a nyomozót, megszökik és anyját beviszi a kórházba. Most Sofia hívja össze a banda főnököket és felajánlja házát, területeit, kapcsolatait, az egész birodalmát annak aki elkapja Ozt és utána a nő elhagyná a várost. Oz ismét felkeresi a korrupt tanácsot és elmond neki mindent úgy beállítva mintha ez a Falcone és a Maroni család háborúja miatt lettek volna. Alberto halála, Sal, a felesége és a fia megölése, az új drog, a csatornában lévő labor felrobbantása stb. Végül Sofiát állítja be végső bűnbaknak. Oz az infóért cserébe azt kéri lássák őt szívesen az elit körökben. Eközben Zhao egyik embere, Link felkeresi Vicet hogy megtudja hol vannak Ozzal. A csapat el is kapja őt és elviszik Sofiának a reptérre. A nő felgyújtja a házat majd ő is elindul a repülőtérre. Eközben Vic meggyőzi Linket és minden kisfőnököt hogy hogy álljanak ki Ozért, így minden banda megöli a saját főnökét. Zhao emberei is így tesznek és megölik főnöküket és Sofia embereit is. Oz a nőt a folyóhoz viszi majd otthagyja és a rendőri kapcsolataival visszaküldi őt az Arkham-be. Oz és Vic meglátogatják Francist aki vegetatív állapotba került. Később aznap este Vic elmondja Oznak, hogy családként tekint rá, amit Oz is ugyanígy gondol. Viszont mivel Oz szerint a család gyengíti az embereket megfojtja a fiút. Rush, aki visszatér az elmegyógyintézetbe hogy vigyázzon Sofiára. Átad neki egy levelet féltestvérétől, Selina Kyle-tól. Az epizód végén Oz anyja úgy végzi ahogy soha nem akarta volna, vegetatív állapotban egy ágyhoz kötve. Őt Oz az új penthouse lakására viszi, ahol az anyjának beöltözött Eve-vel táncol, miközben a háttérben a Batman hívójele villan fel az égen. |     |                                               |                    |                                  |                                           |

## A sorozat készítése
A sorozat fejlesztése 2021 szeptemberéig zajlott, LeFranc íróként vett részt ebben. Az HBO Max nem sokkal a Batman film bemutatója után rendelte be a sorozatot. Októberben Craig Zobel és Helen Shaver is csatlakozott az első három epizód rendezéséhez. A forgatás 2023 márciusában kezdődött New Yorkban, majd júniusban fel kellett függeszteni az írói sztrájk miatt. Csak november végén folytatódott a munka, ami 2024 februárjában fejeződött be.